# Кайл Блігнот
Кайл Блігнот (англ. Kyle Blignaut, 9 листопада 1999) — південноафриканський легкоатлет, чемпіон світу 2018 року зі штовхання ядра серед юніорів.

## Основні міжнародні виступи
| Рік                | Змагання                       | Місто              | Місце              | Дисципліна         | Примітки           |
| Виступи за Ефіопія | Виступи за Ефіопія             | Виступи за Ефіопія | Виступи за Ефіопія | Виступи за Ефіопія | Виступи за Ефіопія |
| ------------------ | ------------------------------ | ------------------ | ------------------ | ------------------ | ------------------ |
| 2017               | Чемпіонат Африки серед юніорів | Тлемсен            | 1                  | штовхання ядра     |                    |
| 2018               | Чемпіонат світу серед юніорів  | Тампере            | 1                  | штовхання ядра     | [ 2 ]              |